# Storojineț
Storojineț (în ucraineană Сторожинець, transliterat: Storojîneț, în rusă Сторожинец, transliterat: Storojineț, în poloneză Storożyniec și în germană Storozynetz sau Storoschynez) este un oraș în regiunea Cernăuți (Ucraina), centru administrativ al raionului omonim de la poalele Carpaților orientali. Este situat la o distanță de 22 km sud-vest de municipiul Cernăuți, în apropiere de frontiera cu România.

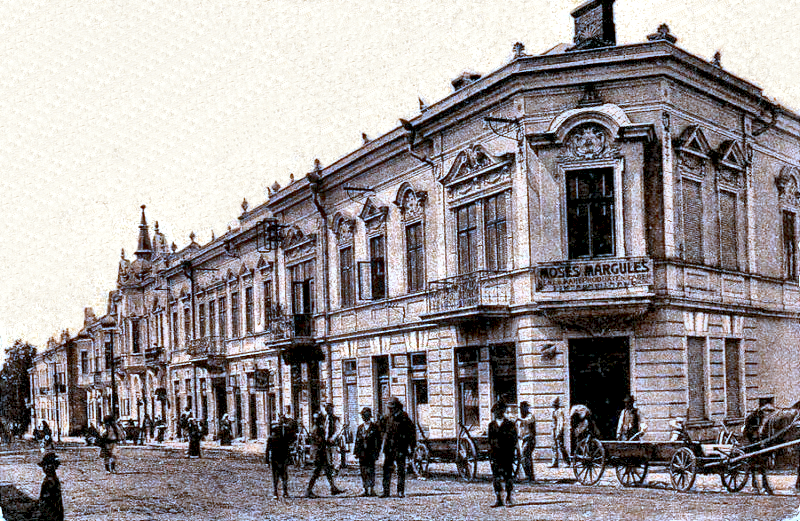
Storojineț, Strada Budenița pe la 1900

Orașul se află la o altitudine de 366 metri, pe malul râului Siret, în partea de centru a raionului Storojineț. Are o suprafață de 5,80 km² și o populație de 14,506 locuitori, preponderent ucraineni, dar există și o comunitate importantă de români.
Prima mențiune documentară a orașului este din anul 1448. În perioada interbelică, acest oraș a fost reședința județului Storojineț din Regatul României. Ziua orașului se sărbătorește în a treia duminică din luna mai.

## Istorie
Prima mențiune a localității Storojineț are loc pe vremea lui Alexandru cel Bun (1400-1432), care a pus sub ascultarea episcopului de la Rădăuți, bisericile din 50 de sate, printre care aflăm și Storojinețul.
A doua mențiune datează din 18 februarie 1448, când Roman Voievod (1447-1448) a dat boierului Petrea, fiul lui Toma satul Storojinet pe Siret . În acea perioadă, el făcea parte din regiunea istorică Țara de Sus a Principatului Moldovei. Primii oameni care s-au stabilit aici au fost tăietorii de lemne. Prima mențiune scrisă cu privire la existența unei biserici în Storojineț datează dintr-un document din 15 martie 1490.
În ianuarie 1775, ca urmare a atitudinii de neutralitate pe care a avut-o în timpul conflictului militar dintre Turcia și Rusia (1768-1774), Imperiul Habsburgic (Austria de astăzi) a primit o parte din teritoriul Moldovei, teritoriu cunoscut ulterior sub denumirea de Bucovina. După anexarea Bucovinei de către Imperiul Habsburgic în anul 1775, localitatea Storojineț a făcut parte din Ducatul Bucovinei, guvernat de către austrieci, ca reședință a districtului Storojineț (în germană Storozynetz).
La începutul secolului al XVIII-lea, se produseseră mari schimbări prin sosirea masivă a populației de etnie germană. Germanii și-au deschis școli cu limbi de predare germană, română sau rusă. În a doua jumătate a secolului al XIX-lea, Storojinețul s-a dezvoltat rapid, populația sa crescând numeric ca urmare a instalării evreilor în localitate. Au fost deschise aici fabrici de cărămidă și de cherestea, o distilerie de băuturi alcoolice, precum și calea ferată Adâncata (Hliboca) - Storojineț – Berhomet pe Siret.
În urma unei decizii administrative din 24 aprilie 1854 a Dietei de la Viena, Ducatul Bucovinei a fost împărțită în 15 districte, printre care și districtul Storojineț. Cu același prilej, Storojinețul a primit statutul de oraș. La 31 august 1868, a fost înființată aici o instanță de judecată.
La sfârșitul secolului al XIX-lea și începutul secolului al XX-lea, orașul era populat preponderent de evrei. În 1903 a fost deschisă aici o școală secundară particulară. În anul următor, la 21 mai 1904, Storojinețul a primit statutul de oraș de importanță regională. Agricultura, industria și comerțul, precum și învățământul și cultura, s-au dezvoltat până la începerea primului război mondial. În anul 1910, s-a inaugurat aici monumentul împăratului austriac Franz Joseph I (1848-1916).
După Unirea Bucovinei cu România la 28 noiembrie 1918, orașul Storojineț a făcut parte din componența României, ca reședință a Plășii Flondoreni și a județului Storojineț. S-a încercat redenumirea orașului din Storojineț în Flondoreni, dar nu s-a reușit. În anul 1921, limba română devine limbă oficială, iar limba ucraineană nu se mai folosește în administrație. La recensământul general al populației din 29 decembrie 1930, orașul Storojineț avea 8.611 locuitori, din care 4.151 bărbați și 4.460 femei, fiind cea mai populată localitate din județ.
Deoarece teritoriul județului era cuprins în cea mai mare parte de munți și doar regiunea din jurul Storojinețului dispunea de un sol fertil, produsele alimentare trebuiau aduse din alte zone ale României, în timp ce lemnul se trimitea de aici spre alte județe unde era deficitar. Orașul avea o mare importanță industrială în județ, dar redusă comparativ cu alte orașe din România; funcționau o fabrică de spirt, o fabrică de săpun, o țesătorie, două fabrici de lichioruri, două fabrici de pielărie și trei fabrici de cherestea. Două instituții de credit ființau în oraș: Banca Învățătorilor "Mihai Chisanovici" și Banca Evreiască.
Storojinețul dispunea de o Uzină electrică, o Uzină de apă, servicii de canalizare și de alimentare cu apă. Interesele muncitorilor erau reprezentate de Societatea Funcționarilor publici, Cercul Regional A.T.I.P., Asociația Învățătorilor din județul Storojineț, Asociația șoferilor patroni etc. Bâlciuri erau organizate în oraș în zilele de 22 iunie și 28 august. Ca instituții de învățământ, menționăm Liceul "Regele Ferdinand I", 5 școli primare și 1 grădiniță de copii. În oraș se tipărea "Buletinul oficial al județului Storojineț".
În perioada interbelică, ființau în oraș mai multe instituții culturale (un cămin cultural al Fundației Culturale Regale "Principele Carol", Societatea "Unirea", Societatea "Iancu Flondor", Societatea Arcășească "Dragoș-Vodă", Societatea Culturală germană, Societatea culturală evreiască "Sion", Biblioteca "Soare Răsare", Cabinetul de lectură polon "Czetalnia Polska", Corul doamnelor române "Eusebie Mandicevschi"), 4 asociații sportive și de vânătoare, un cinematograf, precum și 7 organizații de binefacere (Societatea Doamnelor Române, Societatea Doamnelor Catolice, Societatea Doamnelor Evanghelice, Societatea "Paupertatea", plus 3 societăți de binefacere evreiești: Societatea Doamnelor israelite, Societățile israelite "Armuth" și "Jad Haruzim"). În acea perioadă, Casa Asigurărilor Sociale din Cernăuți dispunea de servicii medicale și avea un oficiu județean în orașul Storojineț .
Până în 1940, populația orașului era formată din români și evrei, restul minorităților având procente mai mici. Necesitățile de cult ale locuitorilor Storojinețului erau asigurate de 2 biserici ortodoxe, una romano-catolică, una evanghelică, o capelă lipovenească și 5 sinagogi.
Ca urmare a Pactului Ribbentrop-Molotov (1939), Bucovina de Nord a fost anexată de către URSS la 28 iunie 1940. Bucovina de Nord a reintrat în componența României în perioada 1941-1944, orașul Storojineț fiind eliberat de către armatele germano-române la 5 iulie 1941. Între anii 1941-1943, întreaga populație evreiască din oraș a fost omorâtă sau deportată în lagărele de concentrare din Transnistria. Bucovina de Nord a fost reocupată de către URSS în martie 1944, orașul Storojineț intrând în componența RSS Ucrainene. Școlile cu predare în limba română din orașul Storojineț au fost închise de către autoritățile sovietice după cel de-al doilea război mondial.
În anul 1967 s-a construit aici Palatul Culturii și un cinematograf, apoi în 1970, un magazin, un oficiu poștal și restaurantul "Prolisok".
Începând din anul 1991, orașul Storojineț a devenit centru administrativ al raionului omonim al Ucrainei independente. Conform recensământului din 1989, numărul locuitorilor care s-au declarat români plus moldoveni era de 3.343 (3.214+129), adică 23,82% din populația localității . În prezent, orașul are în jurul a 14.523 locuitori, preponderent ucraineni (47,4%), dar există și o minoritate de români (11,31%) și ruși (3,13%)..

## Demografie
Componența lingvistică a orașului Storojineț
     Ucraineană (81%)
     Română (11,45%)
     Rusă (6,56%)
     Alte limbi (0,84%)
Conform recensământului din 2001, majoritatea populației orașului Storojineț era vorbitoare de ucraineană (81%), existând în minoritate și vorbitori de română (11,45%) și rusă (6,56%).
1880: 4.852 (recensământ)
1930: 8.695 (recensământ)
1941: 6.610 (recensământ) 
1989: 14.546 (recensământ) 
2001: 14.693 (recensământ)
2005: 14.523 (estimare)
2007: 14.506 (estimare)

### Recensământul din 1930
Componența etnică a orașului Storojineț (1930)
     Români (38,98%)
     Germani (7,53%)
     Evrei (28,52%)
     Ruteni (9,81%)
     Polonezi (11,7%)
     Ruși (3,08%)
     Altă etnie (0,38%)
Componența confesională a orașului Storojineț (1930)
     Ortodocși (42%)
     Romano-catolici (17,66%)
     Mozaici (28,54%)
     Evanghelici\Luterani (2,4%)
     Greco-catolici (8,97%)
     Altă religie (0,43%)
Conform recensământului efectuat în 1930, populația orașului Storojineț se ridica la 8.695 locuitori. Majoritatea locuitorilor erau români (38,98%), cu o minoritate de germani (7,53%), una de evrei (28,52%), una de ruteni (9,81%), una de ruși (3,08%) și una de polonezi (11,7%). Alte persoane s-au declarat: maghiari (3 persoane), sârbi\croați\sloveni (1 persoană), cehi\slovaci (5 persoane) și altă etnie (23 de persoane). Din punct de vedere confesional, majoritatea locuitorilor erau ortodocși (42,0%), dar existau și romano-catolici (17,66%), mozaici (28,54%), greco-catolici (8,97%) și evanghelici/luterani (2,40%). Alte persoane au declarat: lipoveni (29 persoane), religie nedeclarată (3 persoane) și fără religie (3 persoane).

## Comunitatea evreiască din oraș
În orașul Storojineț s-a stabilit din secolul al XVIII-lea o comunitate evreiască. Evreii din Bucovina au primit drepturi politice începând din 1848. La sfârșitul secolului al XIX-lea și începutul secolului al XX-lea, orașul era populat preponderent de evrei. Conform recensământului din 1880, în Storojineț trăiau 1.601 evrei dintr-un total de 4.852 locuitori (adică 32.8% din populație). Numărul evreilor crescuse în 1910 la 4.832 (48.3%) dintr-o populație de peste 10.000 locuitori, printre care ruteni, români, germani și poloni.
Evreii erau de meserie comercianți, croitori, tâmplari, dar aveau și profesiuni intelectuale (profesori, medici, farmaciști, avocați, contabili). Ei aveau în proprietate trei tăbăcării de piele, dar aveau în arendă proprietăți agrare, mori și distilerii de alcool. Conducerea comunității era deținută de un Consiliu Director format din patru persoane și de un Consiliu al Comunității din 12 persoane.
În oraș, funcționa un Templu evreiesc, unde se țineau slujbe doar vineri seara, sâmbăta și cu prilejul marilor sărbători mozaice. Pentru serviciile religioase zilnice, existau mai multe sinagogi pe lângă templu unde slujeau rabini din familiile din Vijnița, Sadagura și Rădăuți plus două case de rugăciuni private, proprietăți a familiilor rabinice Hager și Tabak. Pentru educația tineretului funcționau mai multe “Chedarim”, iar pentru elevii avansați - o școală de Talmud-Tora. În 1909 s-a deschis aici un gimnaziu evreiesc particular, din inițiativa rabinului Jung.
Comunitatea întreținea un orfelinat inițiat de către Dr. Isidor Katz, o casă de economii (prezidată de proprietarul funciar Samuel von Orenstein și condusă de Dr. Isidor Katz) și un cimitir. Muncitorii evrei erau grupați în Asociația Muncitorilor Evrei. Odată cu inițierea mișcării sioniste mondiale, s-a înființat și aici o societate sionistă.
Evreii bogați au înființat o Asociație de Ajutor Mutual Evreiesc, care acorda ajutor medical, medicamente și susținea financiar femeilor sărace și bolnave. De asemenea, alte societăți de binefacere erau și Asociația "Gemilath-Chessed" (care acorda credite fără dobândă) și Asociația "Bikur-Cholim" (care se ocupa cu vizitarea la domiciliu și îngrijirea bolnavilor). La inițiativa Dr. Katz, a fost construit un spital, întreținut din subscripții publice.
După primul război mondial, evreii au fost înlăturați din administrația orașului de către români. Populația evreiască dispunea de trei asociații de binefacere, Societatea culturală evreiască "Sion" și un cimitir propriu, ale cărui granițe sunt astăzi mai întinse decât în 1939. În anul 1939 locuiau în oraș 2.482 evrei (din 8.500 locuitori, adică aproape 30%).
Odată cu ocupația sovietică a orașului, comerțul particular a fost interzis, iar mărfurile au fost confiscate. Evreii au fost înscriși în registre de către autoritățile sovietice, un mare număr dintre ei au fost declarați "exploatatori" și "paraziți" și deportați în Siberia la 13 iunie 1941. De aceeași soartă au avut parte și sioniștii, denunțați autorităților de către comuniștii evrei . Toate organizațiile și sinagogile evreiești au fost desființate.
La 4 iulie 1941, Armata Română a reintrat în orașul Storojineț, în următoarele două zile fiind împușcați aproximativ 200 de evrei, care pactizaseră cu ocupantul sovietic. Cei 4 000 de evrei supraviețuitori ai masacrului au fost cazați în două școli, unde au rămas trei zile fără hrană și fără apă . În acest timp, casele evreilor au fost jefuite. Avocatul Petru Bruja, noul primar, și-a prezentat demisia protestând astfel împotriva persecuției evreilor, iar în locul său a fost numit Dimitrie Rusu.
După aceea, Primăria i-a grupat pe evrei într-un ghetou care cuprindea străzile Grădiniții, Ieronim, Malcinschi și Lumea Nouă. Evreii erau mobilizați zilnic pentru a mătura străzile, la ordinul lui Ștefan Tomovici, ajutor de primar și fost senator liberal. Mai multi supraviețuitori ai deportărilor au declarat ulterior că au fost salvați de oameni ca Șerban Flondor, iar comandantul legiunii de jandarmi, colonelul Bârzescu și secretarul primăriei, Isidor Palade, au avut o atitudine omenească față de evrei. În fiecare zi, evreii erau luați de acasă în ordine alfabetică și trimiși în lagărul de tranzit de la Edineț (județul Hotin), de unde au fost deportați în Transnistria. Au scăpat de deportare doar 11 familii, din care făceau parte medici, specialiști în fabricarea alcoolului și a lemnului pentru construcții.
Puțini evrei au supraviețuit deportării în Transnistria, iar alții au murit în stepele ucrainene. Reveniți în oraș după reocuparea orașului de către URSS în aprilie 1944, evreii au găsit orașul devastat de război și casele distruse de bombe. Majoritatea lor a emigrat în Israel.
Cimitirul a fost vandalizat în timpul celui de-al doilea război mondial și ocazional după proclamarea independenței Ucrainei. S-a construit un zid de piatră în perioada 1980-1990 de către evreii din URSS și din străinătate, dar nu și o poartă. Majoritatea pietrelor din cimitir datează de la sfârșitul secolului al XIX-lea și începutul secolului al XX-lea. Cimitirul este vizitat ocazional de către grupuri de evrei imigrați, precum și de evreii locali . Cimitirul are o secțiune specială pentru sinucigași, precum și o casă mortuară.

## Obiective turistice

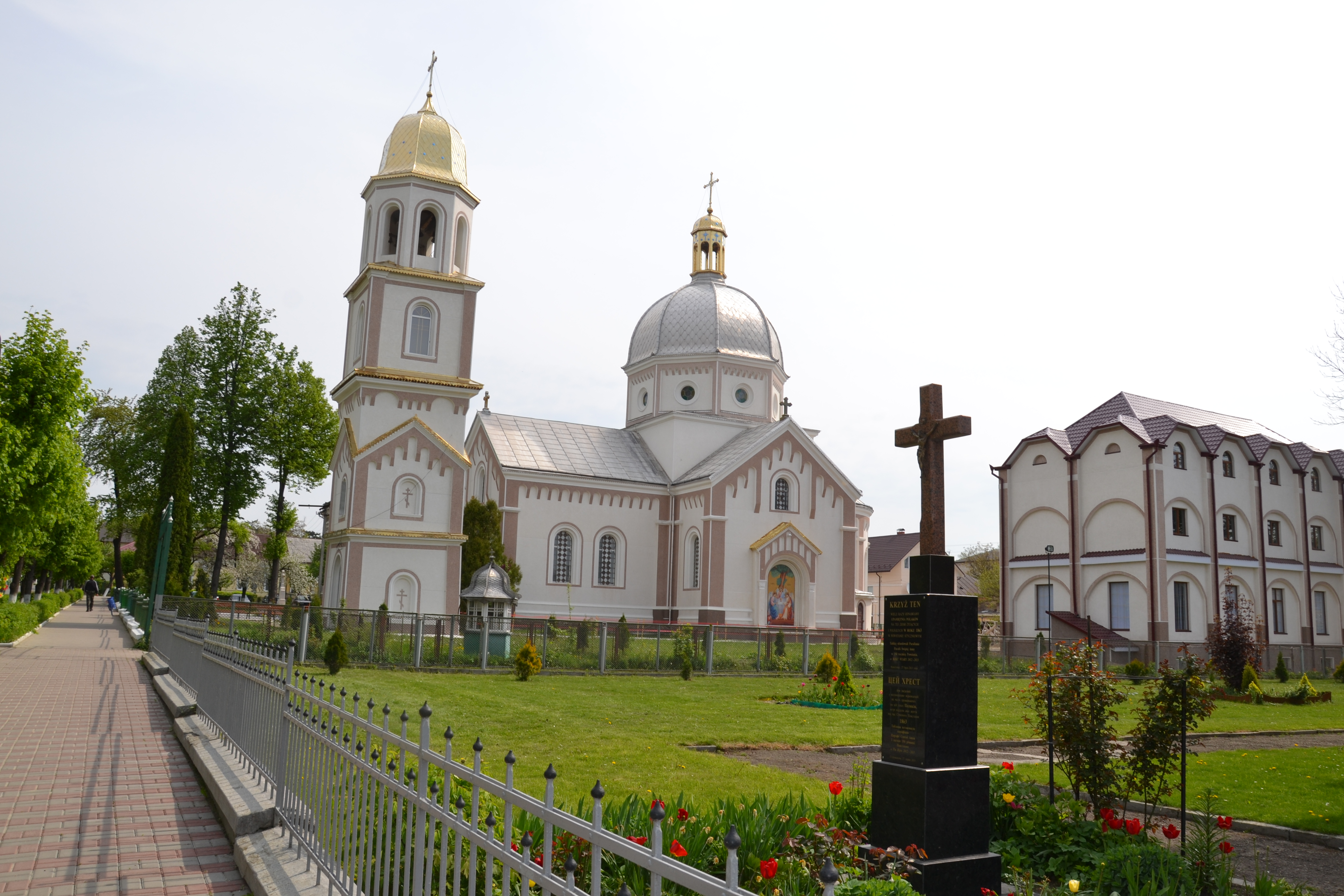
Biserica Sf. Gheorghe din Storojineț

Orașul Storojineț este unul dintre cele mai mari și mai frumoase locuri în regiunea Cernăuți, fiind considerat un oraș-grădină. Aici, sunt repartizate în medie mai mult de patruzeci de metri pătrați de verdeață pe cap de locuitor. Acest oraș seduce prin parcurile și grădinile sale, prin străzile drepte și frumoase, clădiri frumoase și monumente. La Storojineț se află un vast parc dendrologic, în mijlocul căruia se găsește fostul palat al baronilor von Orenstein, astăzi utilizat ca bloc de studii al Colegiului de silvicultură. Aici sunt plantate 1.200 de specii de arbori și arbuști ornamentali, care alcătuiesc o zonă botanică alpină întinsă pe 5 hectare.
În orașul Storojineț se află mai multe obiective turistice cum ar fi conacul lui Iancu Flondor, om politic bucovinean, conducătorul mișcării de eliberare națională a românilor din Bucovina și președintele Adunării Constituante care a votat la 27 octombrie 1918 Unirea Bucovinei cu România. El a fost înmormântat în cripta familiei de la Storojineț.

## Personalități
- originare din Storojineț
- Iancu Flondor (1865-1924) - om politic bucovinean, conducătorul mișcării de eliberare națională a românilor din Bucovina
- Gheorghe Grigorovici (1871-1950) - om politic român, social-democrat bucovinean, militant pentru unitatea național-politică a românilor și pentru progres social. A fost deputat în Parlamentul de la Viena și în Parlamentul de la București, membru fondator (1927) și președinte (1936-1938) al Partidului Social Democrat Român.
- Alfred Margul-Sperber (1898-1967) - scriitor, poet și traducător român de limbile germană și idiș

- care au trăit la Storojineț
- Teoctist Blajevici (1807-1879) - mitropolit al Bucovinei și Dalmației (1877-1879). Între anii 1832-1837, după absolvirea studiilor teologice, a lucrat ca preot-paroh în Parohiile Storojineț și Prisăcăreni.
- Shulem Gershon Ginsburgh - ultimul rabin din Storojineț, ginerele rabinului Yisroel Yaakov din Hust
- Yisochor Ber Rosenbaum - mare rabin din Storojineț, autorul lucrării Divrei Yisochor (d. 1980), fiul rabinului Issomor Rosenbaum din Nadvorna și ginerele rabinului Yisachar Bertchi Leifer din Nadvorna-Satmar
- Yitschok Yaakov Dovid Hager - rabin din Storojineț, fiul rabinului Imrei Boruch din familia rabinică din Vijnița

## Obiective turistice
- Clădirea Primăriei - construită în stil eclectic cu elemente de modernism târziu
- Biserica "Sf. Gheorghe" - construită în 1888
- Biserica romano-catolică "Sf. Ana" - construită din piatră în stil neogotic la începutul secolului al XX-lea, în locul unei biserici din lemn